# Џибути на Светском првенству у атлетици на отвореном 2017.
Џибути је учествовао на Светском првенству у атлетици на отвореном 2017. одржаном у Лондону од 4. до 13. августа петнаести пут. Није учествовао 2001. године. Репрезентацију Џибутија представљала су четворица атлетичара који су се такмичили у 4 дисциплине.,
На овом првенству Џибути није освојио ниједну медаљу, нити је оборен неки рекорд.

## Учесници
Мушкарци:
- Ајанле Сулејман — 1.500 м
- Jamal Abdi Dirieh — 5.000 м
- Мумин Гала — Маратон
- Мохамед Исмаил Ибрахим — 3.000 м препреке

## Резултати

### Мушкарци
| Атлетичар              | Дисциплина       | Лични рекорд | Квалификације | Квалификације | Полуфинале           | Полуфинале           | Финале               | Финале         | Детаљи |
| Атлетичар              | Дисциплина       | Лични рекорд | Резултат      | Место         | Резултат             | Место                | Резултат             | Место          | Детаљи |
| ---------------------- | ---------------- | ------------ | ------------- | ------------- | -------------------- | -------------------- | -------------------- | -------------- | ------ |
| Ајанле Сулејман        | 1.500 м          | 3:29,58 НР   | 3:46,64       | 10. у гр. 1   | Није се квалификовао | Није се квалификовао | Није се квалификовао | 33 / 41 (45)   |        |
| Jamal Abdi Dirieh      | 5.000 м          | 13:13,45     | 13:28,98      | 12. у гр. 2   |                      |                      | Није се квалификовао | 12 / 39 (42)   |        |
| Мумин Гала             | Маратон          | 2:13:04      |               |               |                      |                      | Није стартовао       | Није стартовао |        |
| Мохамед Исмаил Ибрахим | 3.000 м препреке | 8:23,77 НР   | 8:33,77       | 7. у гр. 2    |                      |                      | Није се квалификовао | 25 / 44 (45)   |        |